# Marc Goergen
Marc Goergen, född 2 februari 1968, är en luxemburgsk ekonom som arbetar som professor i finansvetenskap vid IE Business School i Madrid. Han är specialiserad på bolagsstyrning och corporate finance. Marc Goergen är författare till akademiska artiklar, bokkapitel och flera böcker om bolagsstyrning.
Hans artiklar har publicerats i bland annat The Journal of Finance, Journal of Financial Intermediation, Journal of Corporate Finance, Journal of Law, Economics and Organization, Industrial Relations - A Journal of Economy and Society. Goergen är den näst mest publicerade författaren och den tredje mest citerade författaren i Journal of Corporate Finance.